# Phodile calong
Phodilus badius
Espèce
Statut de conservation UICN

 LC  : Préoccupation mineure
Statut CITES
La Phodile calong (Phodilus badius) ou chouette masquée est une espèce d'oiseaux rapaces nocturnes de la famille des Tytonidae.

## Répartition
Cet oiseau est répandu au nord de l'Inde et à travers l'Asie du Sud-Est.

## Habitat
La chouette masquée vit dans les forêts tropicales primaires denses composées d'arbres à feuilles permanentes et dans les forêts tropicales secondaires de plaine pas trop proche des côtes.
Cet oiseau se trouve aussi dans les plantations, entre les terres cultivées et les rizières ; dans les zones agricoles ou dans les parcelles d'arbres fruitiers.

## Description
La phodile calong mesure environ 30-33 cm et pèse de 250 à 300 g.

Chouette masquée
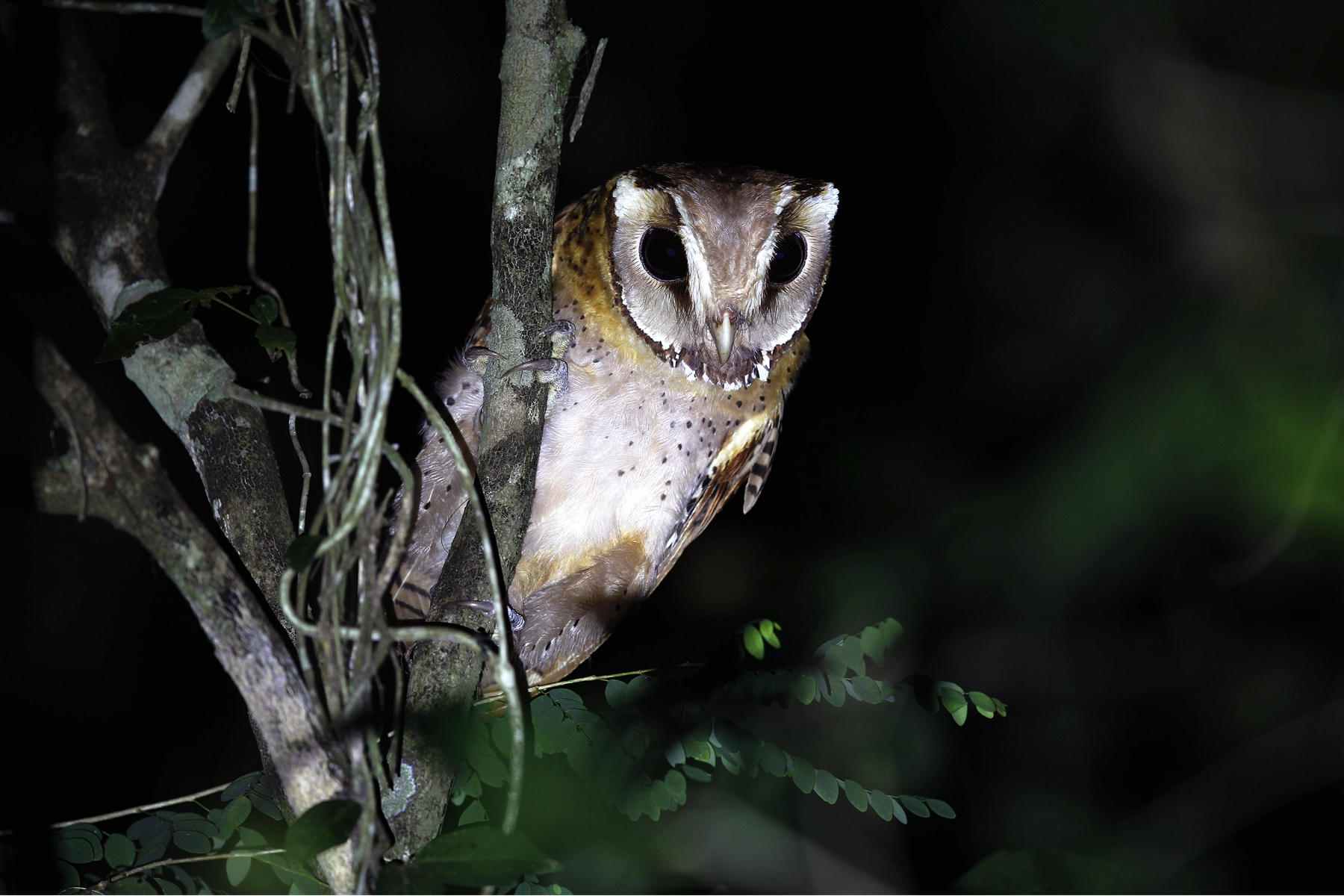
Parc national de Kaeng Krachan, Thaïlande
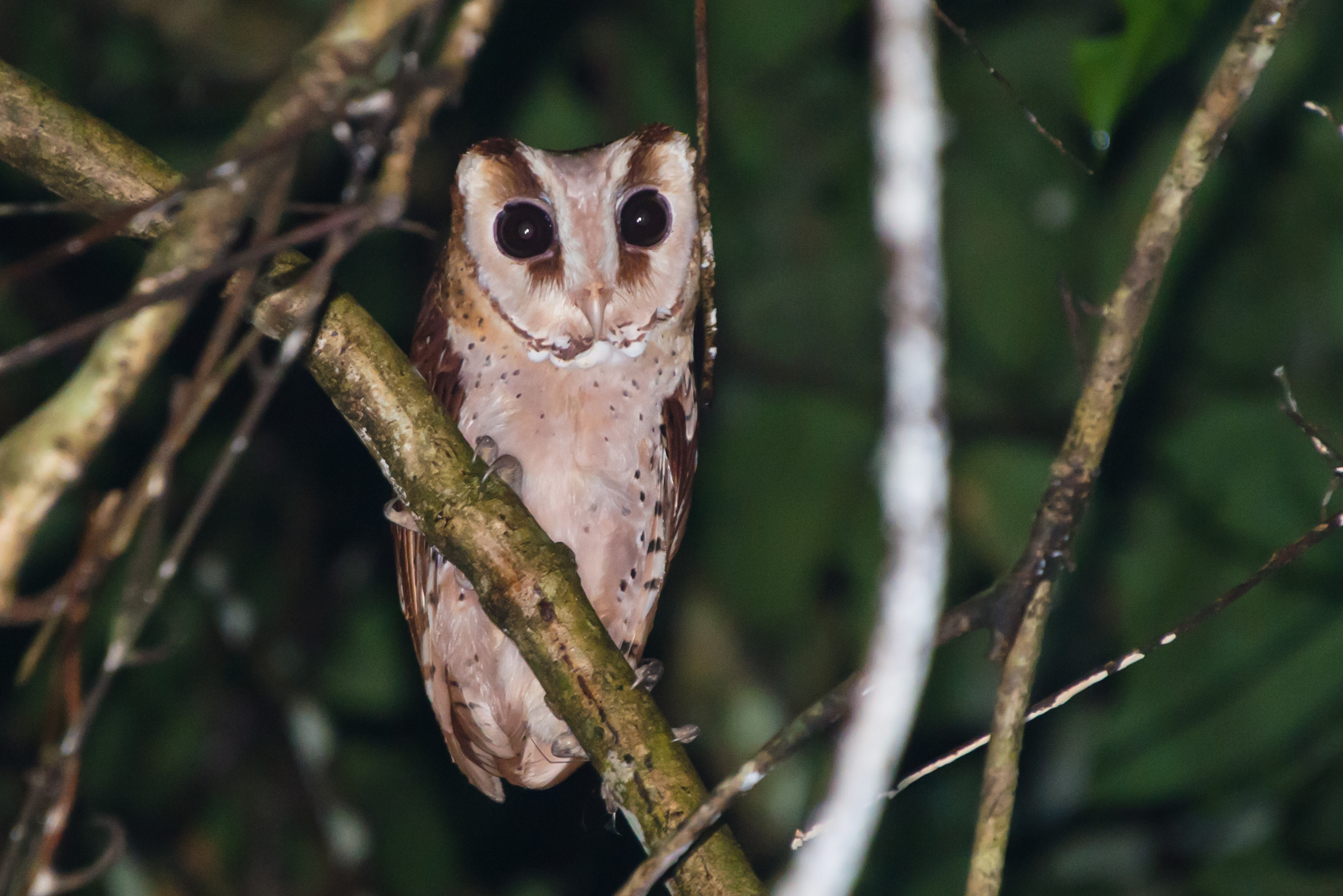
Parc national de Khao Yai, Thaïlande

Ses ailes sont courtes et arrondies et sa queue est carrée.

## Alimentation
La phodile calong est carnivore.
Cette chouette se nourrit de petits mammifères (rats et souris, chauve-souris...), d'oiseaux, de lézards, de grenouilles, d'araignées et de grands insectes (coléoptères, scarabées, sauterelles...).
Les pelotes de régurgitations ont le même aspect que celles de la plupart des Tynonidés : elles sont enrobées d'une couche soyeuse couleur goudron.

## Nidification
La chouette masquée installe son nid dans un trou d'arbre mais elle ne le garnit jamais (pas de mousse, pas d'herbe, pas de feuilles...). On peut aussi trouver son nid dans une souche d'arbre ou dans la couche de feuilles d'un palmier à sucre (Arenga pinnata). Ce nid se trouve entre 2 et 6 m au-dessus du sol et elle l'utilise pendant des années.
Pendant la nidification, on entend souvent son cri.
Elle pond sur le fond du trou d'arbre de 2 à 5 œufs.

## Liste des sous-espèces
D'après la classification de référence (version 14.1, 2024) de l'Union internationale des ornithologues, la Phodile calong possède 4 sous-espèces (ordre philogénique) :
- Phodilus badius saturatus Robinson, 1927 ;
- Phodilus badius badius (Horsfield, 1821) ;
- Phodilus badius parvus Chasen, 1937 ;
- Phodilus badius arixuthus Oberholser, 1932

.

## Annexes

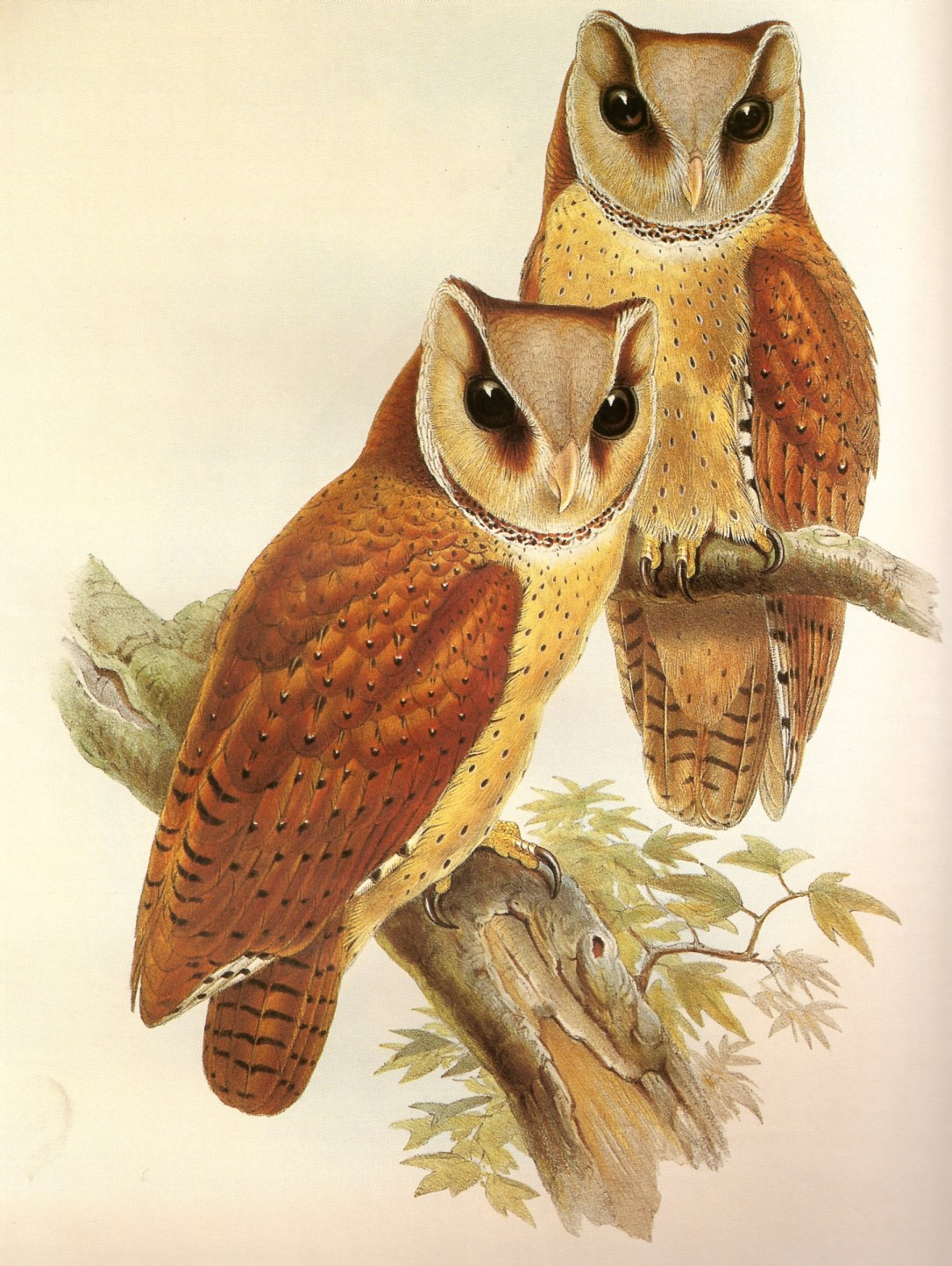
Illustration de John Gould